# Pedro Enríquez de Acevedo

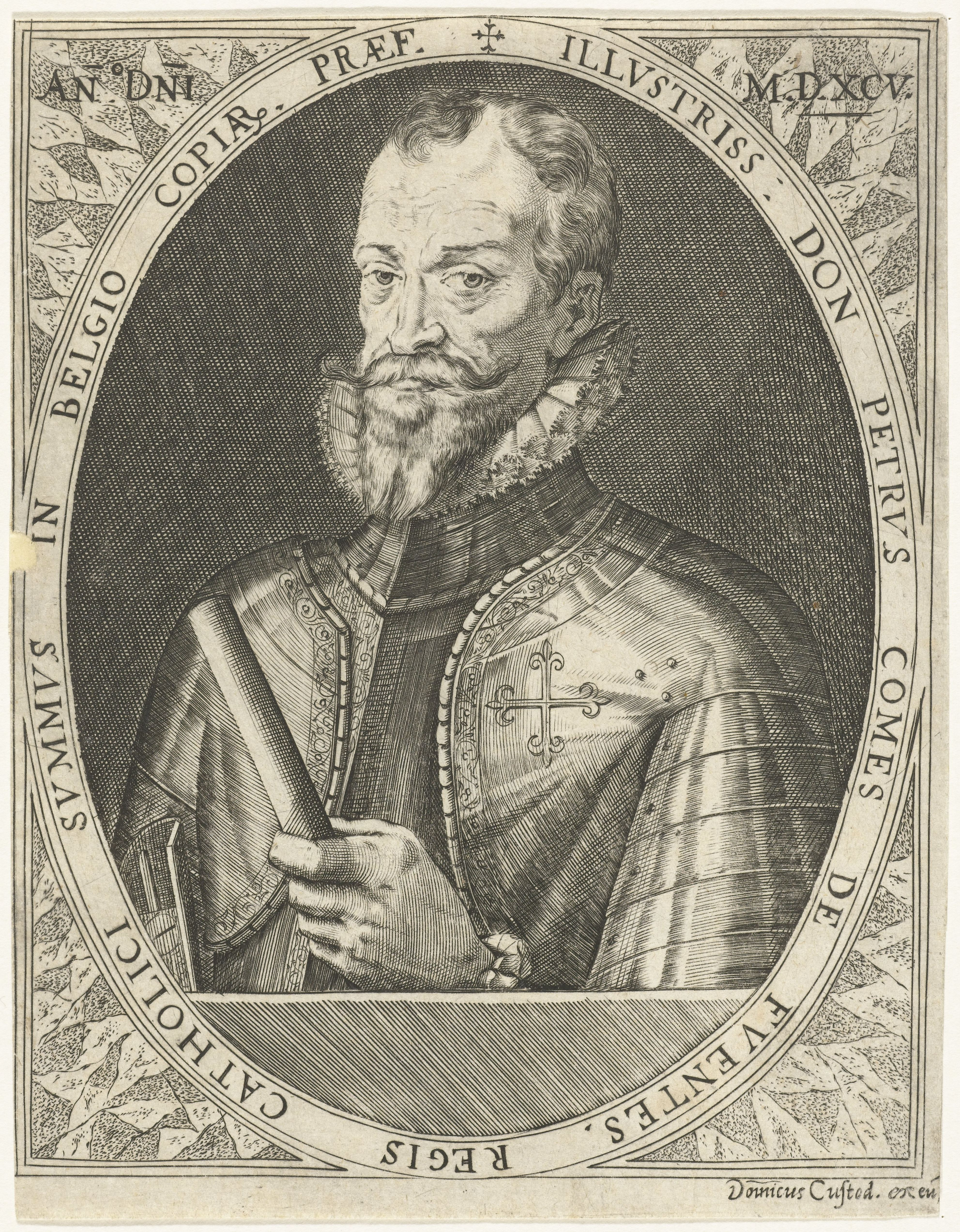
Pedro Henríquez de Acevedo

Pedro Enríquez (of Henríquez) de Acevedo, aanvankelijk Pedro Enríquez de Toledo, graaf van Fuentes de Valdepero (Zamora, ca. 1535 - Milaan, 22 juli 1610) was een Spaans veldheer. In de literatuur wordt hij kortweg Fuentes genoemd.
Na zijn huwelijk in 1585 met Juana de Acevedo y Fonseca, aan wie in 1572 als eerste de gravelijke titel van Fuentes de Valdepero werd verleend, veranderde hij zijn tweede achternaam in Acevedo en nam eveneens de grafelijke titel aan; aangezien zij geen kinderen hadden, ging de titel over naar een verwant en sinds 2015 is titeldrager Carlos Fitz-James Stuart y Martínez de Irujo (1948). 
Hij begon zijn militaire loopbaan onder de orders van Fernando Álvarez de Toledo, hertog van Alva in de veldtocht tegen paus Paulus IV. In 1589 verdedigde hij als opperbevelhebber van Portugal (toen Portugal verbonden was met Spanje) Lissabon tegen de Engelse troepen onder bevel van Francis Drake. In 1591 kwam hij naar de Zuidelijke Nederlanden ter vervanging van de hertog van Parma en bleef hier onder Peter Ernst I van Mansfeld en aartshertog Ernst van Oostenrijk. Van 1595 tot 1596 was hij landvoogd van de Spaanse Nederlanden. Hij nam in 1596 Kamerijk in tijdens de oorlog tegen Frankrijk. Voor deze verdienste aan de Kroon benoemde koning Filips II van Spanje hem in 1598 tot opperbevelhebber van de Spaanse troepen, raadgever van Staat en Oorlog, en "grande" van Spanje. Als landvoogd trad Fuentes heel streng op. Vanaf 1600 werd hij tot gouverneur van Milaan benoemd waar hij zich ontpopte tot gedreven politicus. Zijn bestuursgaven en slimme diplomatie genoten een grote reputatie. Nochtans moest hij nog tweemaal een beroep doen op het leger, eenmaal in de strijd over het pausdom met Venetië en ten slotte na het Verdrag van Brossolo tussen koninkrijk Frankrijk en de hertog van Savoye.

## Voorouders
| Voorouders van Pedro Enríquez de Acevedo (1525-1610) | Voorouders van Pedro Enríquez de Acevedo (1525-1610)                     | Voorouders van Pedro Enríquez de Acevedo (1525-1610)                     | Voorouders van Pedro Enríquez de Acevedo (1525-1610)                     | Voorouders van Pedro Enríquez de Acevedo (1525-1610)                     | Voorouders van Pedro Enríquez de Acevedo (1525-1610)                                        | Voorouders van Pedro Enríquez de Acevedo (1525-1610)                                        | Voorouders van Pedro Enríquez de Acevedo (1525-1610)                               | Voorouders van Pedro Enríquez de Acevedo (1525-1610)                               |
| ---------------------------------------------------- | ------------------------------------------------------------------------ | ------------------------------------------------------------------------ | ------------------------------------------------------------------------ | ------------------------------------------------------------------------ | ------------------------------------------------------------------------------------------- | ------------------------------------------------------------------------------------------- | ---------------------------------------------------------------------------------- | ---------------------------------------------------------------------------------- |
| Overgrootouders                                      | Alonso Enríquez de Guzmán (1440–1502) ∞ Juana de Velasco (–)             | Alonso Enríquez de Guzmán (1440–1502) ∞ Juana de Velasco (–)             | Enrique Enríquez de Quiñones (-) ∞ ?(-)                                  | Enrique Enríquez de Quiñones (-) ∞ ?(-)                                  | Fadrique Álvarez de Toledo y Enríquez (1460-1531) ∞ Isabel de Zúñiga y Pimentel (1470-1520) | Fadrique Álvarez de Toledo y Enríquez (1460-1531) ∞ Isabel de Zúñiga y Pimentel (1470-1520) | Rodrigo Alonso Pimentel (1441–1498) ∞ María Pacheco y Portocarrero (-)             | Rodrigo Alonso Pimentel (1441–1498) ∞ María Pacheco y Portocarrero (-)             |
| Grootouders                                          | Enrique Enríquez de Guzmán (–) ∞ Teresa Enríquez de Luna (-)             | Enrique Enríquez de Guzmán (–) ∞ Teresa Enríquez de Luna (-)             | Enrique Enríquez de Guzmán (–) ∞ Teresa Enríquez de Luna (-)             | Enrique Enríquez de Guzmán (–) ∞ Teresa Enríquez de Luna (-)             | García Álvarez de Toledo y Zúñiga (-1510) ∞ Beatriz Pimentel y Pacheco (1588-1646)          | García Álvarez de Toledo y Zúñiga (-1510) ∞ Beatriz Pimentel y Pacheco (1588-1646)          | García Álvarez de Toledo y Zúñiga (-1510) ∞ Beatriz Pimentel y Pacheco (1588-1646) | García Álvarez de Toledo y Zúñiga (-1510) ∞ Beatriz Pimentel y Pacheco (1588-1646) |
| Ouders                                               | Diego Enríquez de Guzmán (1487-1556) ∞ Catalina de Toledo y Pimentel (-) | Diego Enríquez de Guzmán (1487-1556) ∞ Catalina de Toledo y Pimentel (-) | Diego Enríquez de Guzmán (1487-1556) ∞ Catalina de Toledo y Pimentel (-) | Diego Enríquez de Guzmán (1487-1556) ∞ Catalina de Toledo y Pimentel (-) | Diego Enríquez de Guzmán (1487-1556) ∞ Catalina de Toledo y Pimentel (-)                    | Diego Enríquez de Guzmán (1487-1556) ∞ Catalina de Toledo y Pimentel (-)                    | Diego Enríquez de Guzmán (1487-1556) ∞ Catalina de Toledo y Pimentel (-)           | Diego Enríquez de Guzmán (1487-1556) ∞ Catalina de Toledo y Pimentel (-)           |

## Referentie
1. ↑  De sectie Voorouders of een eerdere versie ervan is een (gedeeltelijke) vertaling van het artikel Pedro Enríquez de Acevedo op de Spaanstalige Wikipedia, dat onder de licentie Creative Commons Naamsvermelding/Gelijk delen valt. Zie de bewerkingsgeschiedenis aldaar.